# Cromosoma 5
Con il nome di cromosoma 5 si indica, per convenzione, il quinto cromosoma umano in ordine di grandezza. Le persone hanno normalmente due copie di questo cromosoma, come di ogni autosoma. Il cromosoma 5 possiede all'incirca 181 milioni di nucleotidi. I due cromosomi 5 rappresentano all'incirca il 6% del DNA totale nelle cellule umane.
Il cromosoma 5 contiene di certo oltre 1200 geni, ma è ritenuto possa contenerne fino a 1300.
Il numero di polimorfismi a singolo nucleotide (SNP) è di oltre 650.000.

## Geni
La lista seguente contiene alcuni dei geni localizzati sul cromosoma 5.
- ADAMTS2: metallopeptidasi ADAM (con motivo trombospondina di tipo 1)
- APC: gene correlato alla poliposi adenomatosa del colon
- EGR1: proteina 1 della risposta alla crescita precoce
- ERCC8: proteina legata alla riparazione dei danni al DNA
- FGF1: fibroblast growth factor 1, fattore di crescita fibroblastica di tipo 1
- FGFR4: recettore 4 del fattore di crescita fibroblastica
- GM2A: attivatore del GM2 ganglioside
- HEXB: esoaminidasi B (subunità β)
- MCCC2: metilcrotonoil-coenzima A carbossilasi 2 (β)
- MTRR: 5-metiltetraidrofolato-omocisteina metiltransferasi reduttasi
- NIPBL: proteina omologa della proteina Nipped-B di Drosophila melanogaster
- SLC22A5: proteina 5 della famiglia 22 dei trasportatori di soluti (trasportatori di cationi organici)
- SLC26A2: proteina 2 della famiglia 26 dei trasportatori di soluti
- SMN1: proteina 1 (telomerica) legata alla sopravvivenza dei motoneuroni
- SMN2: proteina 2 (centromerica) legata alla sopravvivenza dei motoneuroni
- SNCAIP: sinfillina (proteina interagente con la subunità alfa della sinucleina
- TCOF1: proteina legata alla sindrome di Treacher Collins-Franceschetti

## Malattie
Le malattie seguenti sono alcune di quelle ritenute essere correlate a disordini genetici a carico del cromosoma 5:
- acondrogenesi tipo 1B;
- atelosteogenesi tipo II;
- atrofia muscolare spinale;
- deficienza primaria di carnitina;
- displasia diastrofica;
- GM2-gangliosidosi;
- omocistinuria;
- poliposi adenomatosa familiare;
- malattia di Sandhoff;
- malattia di Parkinson;
- sindrome di Cockayne;
- sindrome di Cornelia de Lange;
- sindrome di Ehlers-Danlos;
- sindrome di Treacher Collins;
- sindrome di Usher.
- Sindrome di Cri Du Chat

## Anomalie cromosomiche
Sono state rilevate diverse anomalie cromosomiche legate al cromosoma 5, tra le quali spicca la sindrome del grido di gatto, causata dalla delezione della fine del braccio piccolo (p) del cromosoma. Questo cambiamento cromosomico viene indicato come 5p-. I segni e i sintomi della sindrome del grido di gatto sono probabilmente correlati alla perdita di geni multipli in questa regione. I ricercatori non hanno identificato tutti questi geni o determinato come la loro perdita conduca alle caratteristiche del disturbo. Hanno scoperto, comunque, che una più grande delezione tende ad avere come risultato ritardi mentali più gravi e ritardi dello sviluppo nelle persone con la sindrome del grido di gatto. Alcune regioni del braccio p, in ogni caso, sono state associate direttamente con le particolari caratteristiche della sindrome. La regione 5p15.3 è associata con il pianto simile a quello di un gatto ed una regione vicina (5p15.2) è associata con il ritardo mentale, la testa di piccole dimensioni (microcefalia) e i caratteristici lineamenti facciali.
Altre anomalie di numero o di struttura del cromosoma 5 possono indurre numerosi effetti patologici, inclusi ritardo di crescita e sviluppo, caratteristici lineamenti facciali, difetti di nascita, ed altri problemi medici. Anomalie del cromosoma 5 possono portare alla duplicazione di un segmento sia del braccio p che di q (trisomia parziale 5p o 5q), alla macrodelezione di un segmento del braccio lungo (monosomia parziale 5q) e alla struttura circolare chiamata cromosoma ad anello 5, formato in seguito al ricongiungimento delle estremità di un cromosoma spezzato.